# Tarebia granifera
Tarebia granifera es una especie de molusco gastrópodo de agua dulce de la familia Thiaridae. En la industria del acuario se la conoce como melania acolchada. Este caracol es nativo del sur de Asia Oriental, pero se ha establecido como especie invasora en numerosas áreas.

## Descripción
Una descripción detallada de la anatomía de Tarebia granifera fue dada por R. Tucker Abbott en 1952, además de notas sobre su biología y biomecánica. Una guía de disección fue proporcionada por Malek en 1962.
La altura máxima de conchas de adulto de esta especie en Sudáfrica es de 18,5 mm a 25,1 mm, mientras que en Puerto Rico pueden llegar hasta 35 mm.
Existen dos formas de color de Tarebia granifera: una de marrón pálido en la última vuelta del cuerpo (body whorl) y una espira oscura. En el otra la concha es enteramente oscura de marrón a casi negro. Las formas intermedias existen.

## Distribución

### Distribución autóctona
La distribución autóctona de esta especie, es decir, las áreas en las que es una especie nativa, incluye a estos países: India, Sri Lanka, Filipinas, Hawái, sur de Japón, Islas de la Sociedad, Taiwán, Hong Kong y Tailandia.

### Distribución no autóctona
Tarebia granifera ha sido observada como especia no nativa en al menos tres continentes: América del Norte y América del Sur y África. En América del Sur ha sido hallada en Colombia, Trinidad y Tobago y Venezuela. En Brasil se la registra sólo en cautiverio. Las introducciones iniciales han sido probablemente a través del comercio para acuarios.

## Taxonomía
Subespecies
- Tarebia granifera granifera Lamarck, 1822
- Tarebia granifera mauiensis Brot, 1877[8]

## Importancia económica y cultural
Además de su función como hospedador intermedio para varios parásitos sobre todo especies de trematodos, la Tarebia granifera ha colonizado embalses de agua, diques y estanques en los alrededores de tres plantas industriales grandes al norte de KwaZulu-Natal en Sudáfrica y ser bombeados fuera de al menos uno de ellos, bloqueando tubos de agua y ocasionando averías en los equipos. Esto generalmente pasa cuándo las densidades poblacionales del caracol son altas y el daño generado se debe principalmente al ser aplastados de modo que las piezas de la conchas y el tejido blando averían la maquinaria.  Los detalles acerca de la naturaleza y extensión, y los costes incurridos del daño no están disponibles. Sin duda hay pruebas de que los juveniles de Tarebia granifera, probablemente, son capaces de pasar a través de las bombas hidráulicas.